# Gunnen
Gunnen är en sjö i Värnamo kommun i Småland och ingår i Lagans huvudavrinningsområde. Sjön är 2,5 meter djup, har en yta på 0,268 kvadratkilometer och är belägen 160 meter över havet. Sjön avvattnas av vattendraget Lillån. Vid provfiske har bland annat abborre, braxen, gers och gädda fångats i sjön.

## Delavrinningsområde
Gunnen ingår i det delavrinningsområde (633986-138835) som SMHI kallar för Inloppet i Nästasjön. Avrinningsområdets medelhöjd är 181 meter över havet och ytan är 20,18 kvadratkilometer. Det finns inga delavrinningsområden uppströms utan avrinningsområdet är högsta punkten. Lillån som avvattnar avrinningsområdet har biflödesordning 3, vilket innebär att vattnet flödar genom totalt 3 vattendrag innan det når havet efter 176 kilometer. Delavrinningsområdet består mestadels av skog (66 procent) och jordbruk (13 procent). Avrinningsområdet har 0,4 kvadratkilometer vattenytor vilket ger det en sjöprocent på 2 procent. Bebyggelsen i området täcker en yta av 0,55 kvadratkilometer eller 3 procent av avrinningsområdet.

## Fisk
Vid provfiske har följande fisk fångats i sjön:
- Abborre
- Braxen
- Gärs
- Gädda
- Löja
- Mört